# Wendy Smits
Wendy Smits (Amsterdam, 22 de gener de 1983 - 9 d'octubre de 2022) fou una jugadora d'handbol internacional holandesa.
Smits va jugar a l'HV SEW fins 2005, quan marxa a Alemanya, on juga amb el TuS Metzingen, HSG Sulzbach Leidersbach i Frisch Auf Göppingen. Va tornar als Països Baixos i va jugar amb l'SV Dalfsen Handbal entre 2009 i 2012, on feu 50 gols a la Challenge Cup. Després de jugar els darrers tres mesos el 2012 amb HSG Blomberg-Lippe, i des del 2013 al Fortissimo. A finals de desembre de 2015, es va traslladar a Foreholte a causa d'un conflicte amb el seu entrenador Kees Boomhouwer.
Smits també va jugar 14 partits amb la selecció holandesa femenina d'handbol. Va ser entrenadora assistent de la selecció femenina sub-16.
Smits, que vivia a Almere, estava casada i tenia una filla. A causa d'una malaltia greu, Smits va morir l'octubre de 2022 a l'edat de 39 anys.